# Еліза (програма)

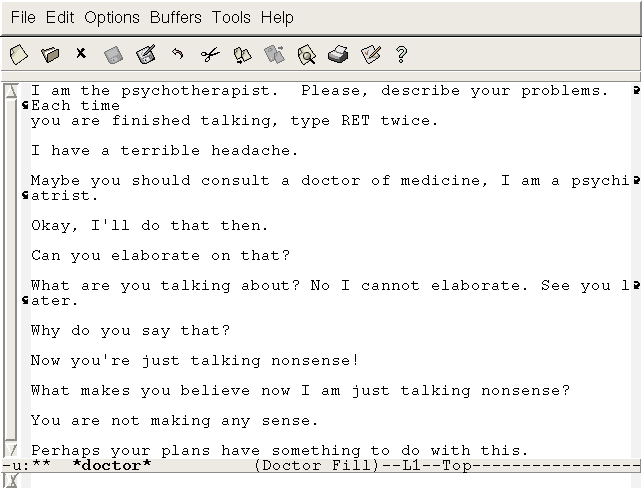

Еліза (ELIZA) — віртуальний співрозмовник, комп'ютерна програма, яка імітує діалог з психотерапевтом, реалізуючи техніку активного слухання. Програма створювалася Джозефом Вейценбаумом з 1964 по 1967 рік. Програма була названа на честь Елізи Дулитл, героїні з п'єси «Пігмаліон» Бернарда Шоу, яку навчали мові «вищого класу людей».

## Схема роботи
Програма здебільшого просто перефразовує висловлення користувача, наприклад (виділена незмінна частина): «У мене болить голова» — «Чому ви говорите, що у вас болить голова?». А у реченні «Мій батько мене ненавидить» Еліза реагує на ключове слово «батько»: «Хто ще з сім'ї вас ненавидить?».
Еліза просто виділяє (див. Синтаксичний аналізатор) у вхідній фразі значущі слова, які підкладає у шаблону фразу. Розмова втрачає конструктивний характер одразу або після кількох діалогів, залежно від того, як користувач буде провадити розмову. Іноді виникали кумедні ситуації, коли захоплений користувач через декілька хвилин переконувався у відсутності у машини розуміння суті питань. Так відбувалося через те, що людина надає кожному слову сенсу, а машина інтерпретує слово як дані з символів.
Не знаходячи варіантів для відповіді, Еліза зазвичай відповідає «Розумію» (I see), і переводить розмову на іншу тему.

## Ціль створення
Часто помилково вважається, що Еліза «імітує» психотерапевта. Вейзенбаум сказав, Еліза представляє собою «пародію» того, як міг би відповідати психотерапевт під час першої зустрічі з пацієнтом. Вейзенбаум вибрав для програми напрям психотерапії, щоб прослідкувати складнощі, які виникають під час створення бази знань про реальний світ (див. Онтологія (інформатика)). Психотерапевтична ситуація — одна з небагатьох, у якій допускається відповідати питаннями, а питання мають маленьке інформаційне навантаження. Наприклад, на фразу «Хто ваш улюблений композитор?» можна вільно відповісти «А вас цікавить ця тема?» або «А хто ваш улюблений композитор?»
Неправильне ставлення до програми турбувало Вейзенбаума і змусило його написати книгу «Можливості обчислювальних машин і людський розум. Від суджень до обчислень», у якій він пояснює межі можливостей комп'ютерів.
У 1966 році інтерактивні комп'ютери були новинкою. Тільки через 15 років перестали бути чимось надзвичайним персональні комп'ютери, і через 20 — загал познайомився з такими природно-мовним сервісом Інтернету, як Ask.com або інтерактивними системами у ПК (наприклад, помічник у Microsoft Office). Хоча над розробкою цих систем працювали роками (а «Ecala» перевершила можливості Елізи, вона була створена за дві тижні одним програмістом), Еліза залишається важливим етапом у розвитку ПЗ, оскільки це перша програма, яка перетворила строгу машино-людську взаємодію на ілюзію людського спілкування.
Після Елізи були створені інші подібні програми (A.L.I.C.E., Siri). Інтерфейсові можливості Елізи були втілені у деяких відеоіграх.

## Ефект Елізи
Асоціювання символів (слів, знаків) з розуміннями людини отримало назву «ефекту Елізи». Наприклад, під час перевантаження операцій у об'єктно-орієнтованому програмуванні знаку складання, як правило, призначає належний дії, хоча воно може бути будь-яким.